# Östlig rödrock
Östlig rödrock, även känd som tajgarödrock (Ampedus lepidus) är en skalbaggsart som först beskrevs av Mäklin 1876.. Den ingår i släktet Ampedus och familjen knäppare. Trivialnamnet, östlig rödrock, är främst ett finlandssvenskt sådant. I Sverige, där arten endast påträffats en gång, har den nyligen (12 april 2023) fått trivialnamnet Tajgarödrock.

## Beskrivning
Den östliga rödrocken är en avlång skalbagge i familjen knäppare med täckvingar som är röda framtill och svarta mot bakänden. Antenner och ben är röda. Kroppslängden är 6 till 7 mm.

## Ekologi
Larven lever i barrträdsstubbar, sannolikt företrädesvis tall. Både i Finland och Sverige har arten påtäffats på talldominerad mark.

## Utbredning
Arten förekommer från norra Sverige och Finland österut över norra Ryssland till Sibirien.
I Finland, där arten betraktas som mycket sällsynt, har den observerats 10 gånger mellan 1998 och 2015 i Norra Karelen och sydvästra Lappland. Ett tidigt, första fynd från 1920 har även gjorts i Kajanaland. I Sverige har den påträffats en gång, i Torne lappmark i Lappland år 2015. Eventuellt tillkommer ett osäkert fynd i Lule lappmark. Dessutom har den tidigare kommit som tillfällig gäst till Västerbotten med en sändning timmer från Ryssland.

## Status
I Finland är arten rödlistad som sårbar ("VU"). I Sverige har Artdatabanken klassificerat den under kunskapsbrist ("DD").